# Nagakute
Nagakute (jap. 長久手市, -shi) ist eine japanische Stadt in der Präfektur Aichi.

## Geografie
Nagakute befindet sich im Osten der Nōbi-Ebene und wird durchflossen vom Kanare-gawa (香流川).
Die Nachbargemeinden sind:
| Owariasahi |                                             | Seto    |
| Nagoya     | Kompassrose, die auf Nachbargemeinden zeigt | Toyota  |
| Nisshin    | Nisshin                                     | Nisshin |

## Geschichte
1584 fand hier die Schlacht von Komaki und Nagakute zwischen den Armeen von Toyotomi Hideyoshi und Tokugawa Ieyasu statt.
Die Gemeinde Nagakute entstand am 10. Mai 1906 aus der Vereinigung der Dörfer Nagakute (長湫村, -mura), Kamigō (上郷村, -mura) und Yazako (岩作村, -mura) im Landkreis Aichi. Der neue Name wurde von ersterer Gemeinde übernommen, jedoch in der veränderten Schreibweise 長久手村. Am 1. April 1971 erfolgte die Aufstufung zur Stadtgemeinde (chō).
Am 4. Januar 2012 wurde Nagakute zur kreisfreien Stadt (shi) ernannt, wodurch Tōgō nunmehr die einzige Gemeinde im Landkreis Aichi ist.

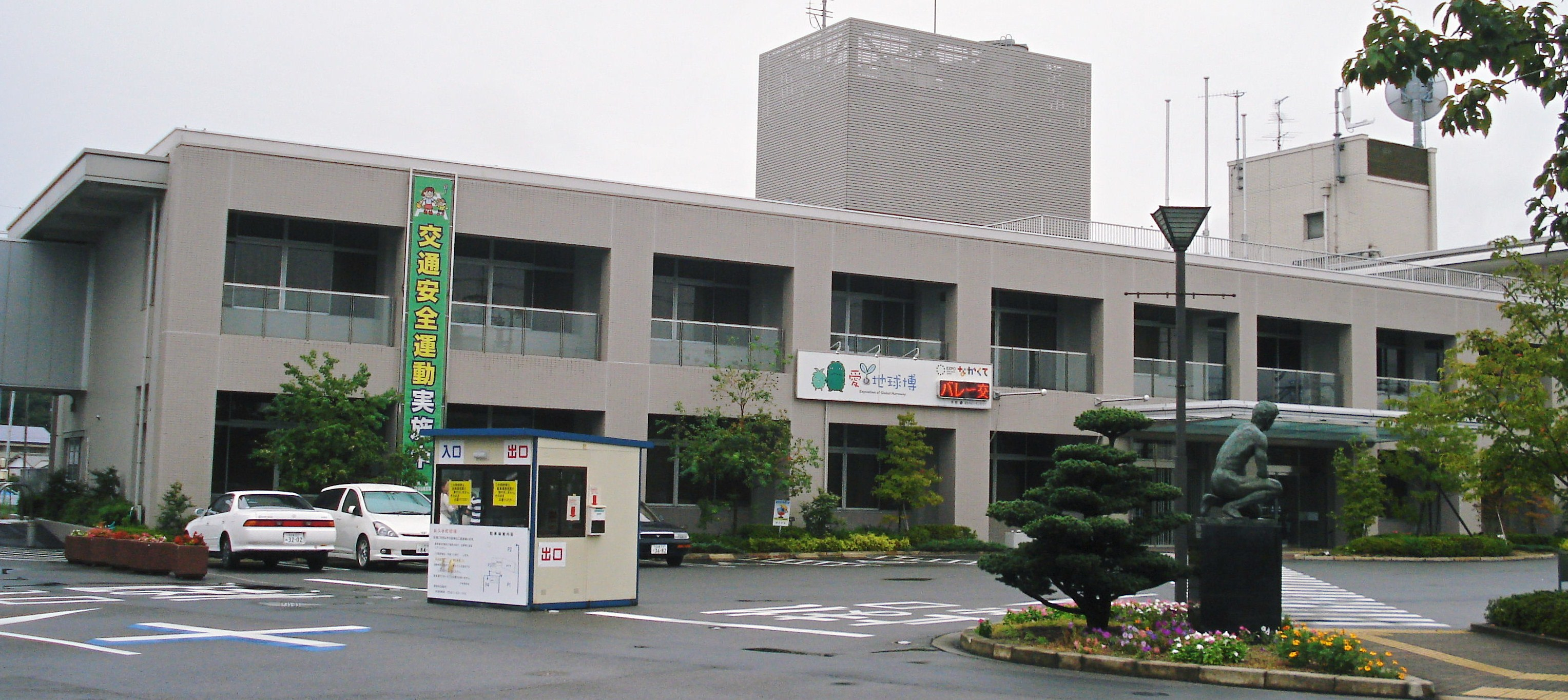
Rathaus

## Verkehr
Nagakute ist direkt an keiner bedeutenden Fernstraße (Nationalstraße oder Autobahn) angeschlossen. Allerdings führt durch das Gemeindegebiet, jedoch ohne Anschlussstelle, die Tōmei-Autobahn nach Setagaya, Tokio oder Komaki. Direkt am Ortsausgang befindet sich die Anschlussstelle Nagoya die über die Präfekturstraße 60 angebunden ist.
An das nationale Schienennetz ist Nagakute ebenfalls nicht angeschlossen. Im Zuge der Expo 2005 wurde jedoch die Magnetschwebebahn Linimo errichtet, mit der die Nachbarstädte Nagoya und Toyota erreicht werden können.

## Sehenswürdigkeiten
Nagakute war der Hauptveranstaltungsort der Weltausstellung Expo 2005. Das 194,2 ha große Gelände, Ai Chikyū-Haku Kinenbi Kōen (愛・地球博記念公園), kann teilweise noch besichtigt werden.
An Museen befinden sich in Nagakute das Toyota-Museum (トヨタ博物館, Toyota Hakubutsukan) zur Automobilgeschichte von Toyota, aber auch anderen Fahrzeugherstellern, sowie das Meito-Kunstmuseum (名都美術館, Meito Bijutsukan) mit Werken japanischer Künstler wie Itō Shinsui, Uemura Shōen und Kaburagi Kiyokata.

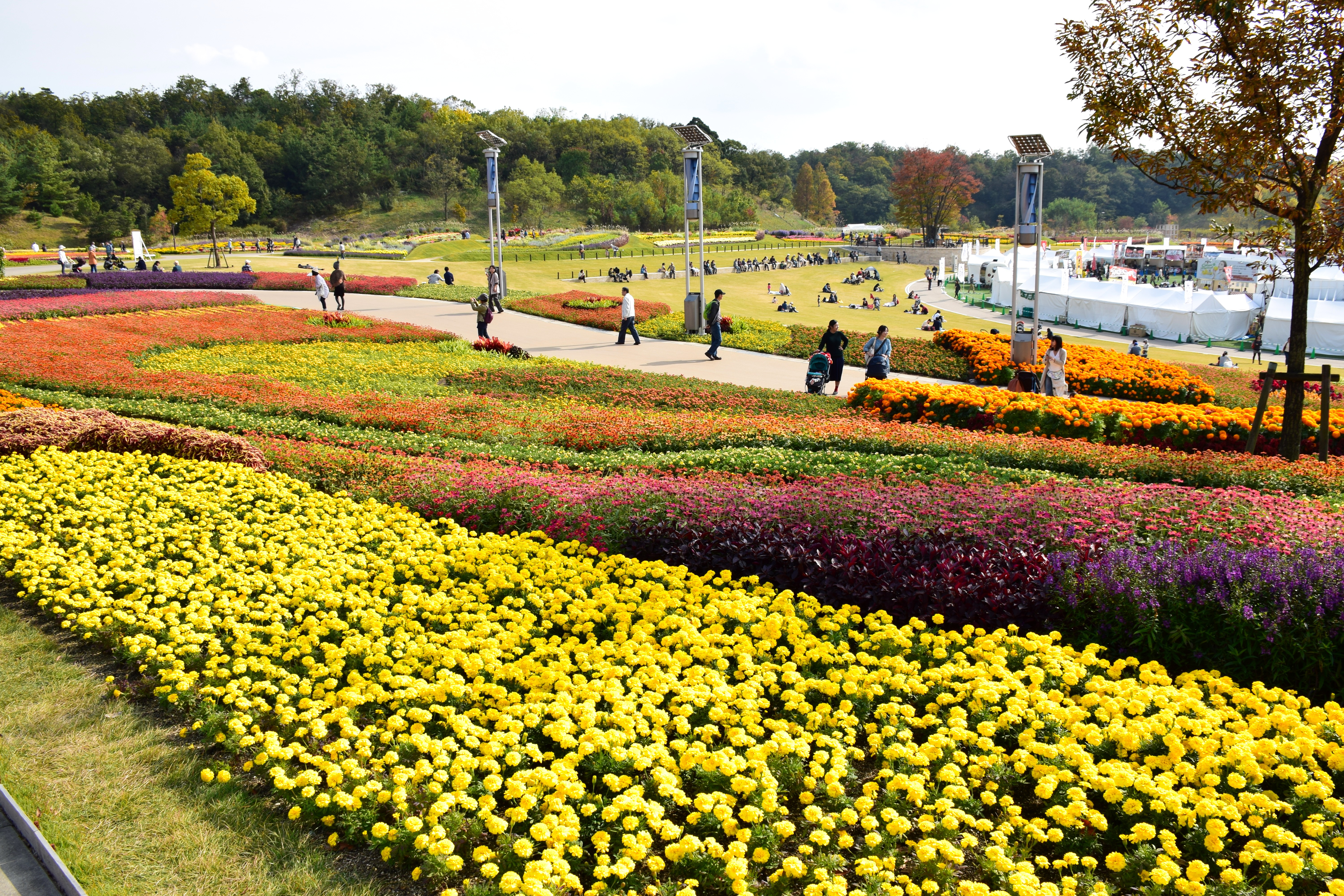
Ai Chikyū-Haku Kinenbi Kōen
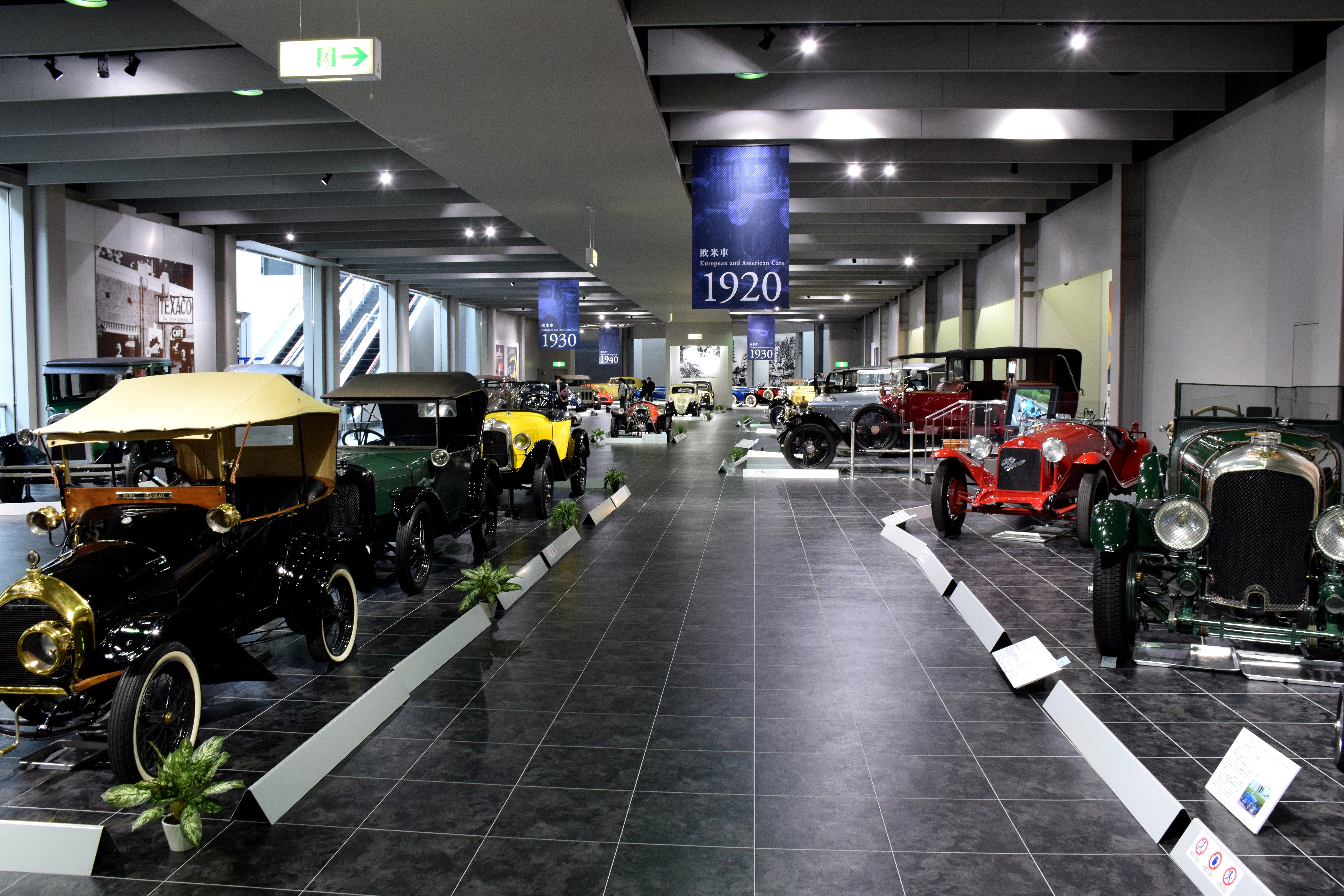
Toyota-Museum
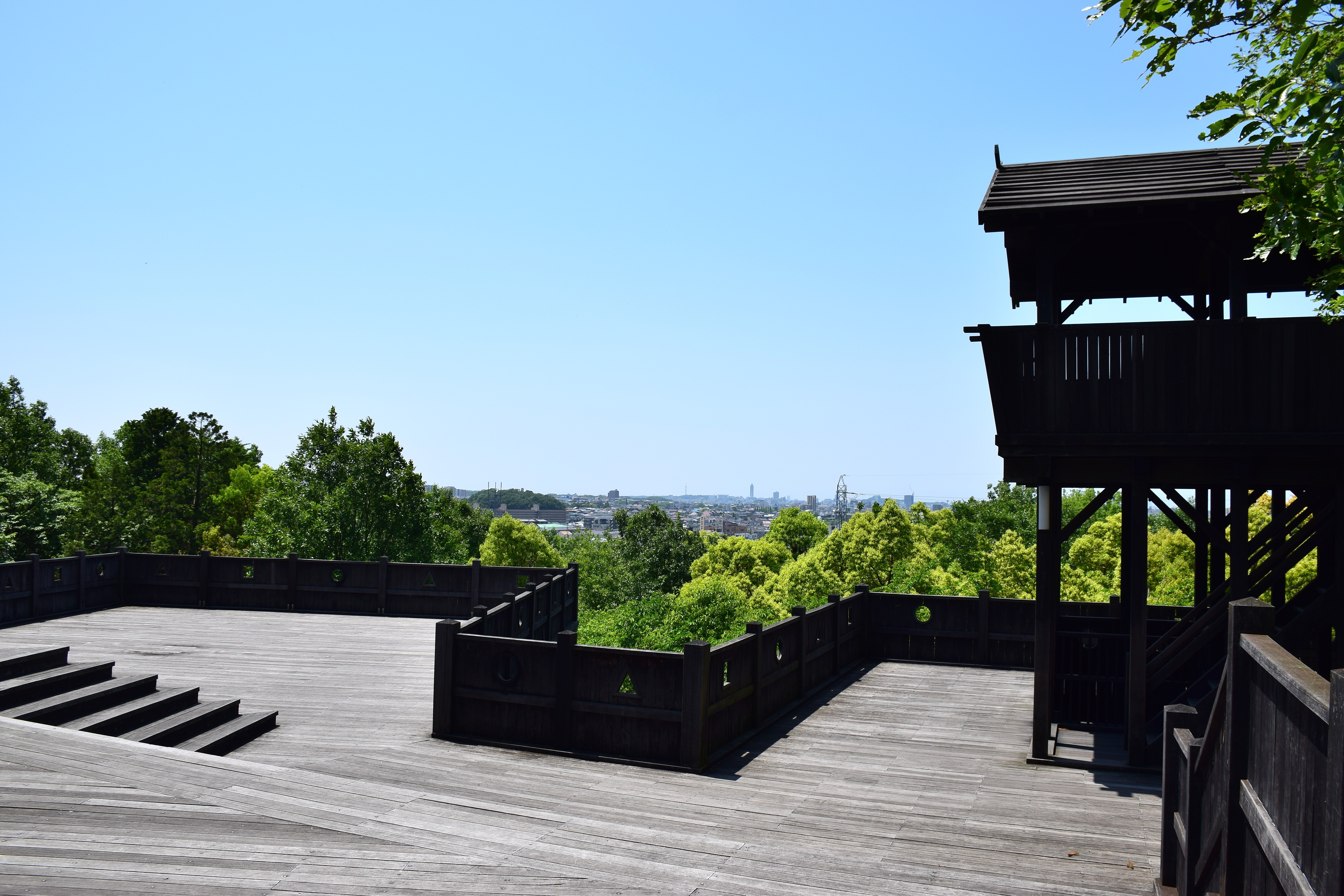
Historischer Park Iroganeyama

## Bildung
In Nagakute befinden sich die Grundschulen (長久手市立X小学校, Nagakute-shiritsu X shōgakkō) Nagakute, Nishi (西, „West“), Higashi (東, „Ost“), Kita (北, „Nord“), Minami (南, „Süd“) und Ichigahora (市が洞), die Mittelschulen (長久手市立X中学校, Nagakute-shiritsu X chūgakkō) Nagakute und Minami, sowie die öffentliche Oberschule Nagakute (愛知県立長久手高等学校, Aichi-kenritsu Nagekute kōtō gakkō) und die private Eitoku-Oberschule (栄徳高等学校, Eitoku kōtō gakkō).
An höheren Bildungseinrichtungen befinden sich in Nagekute die Medizinische Hochschule Aichi (愛知医科大学, Aichi Ika Daigaku), die Kunsthochschule Aichi (愛知県立芸術大学, Aichi-kenritsu Geijutsu Daigaku), die Aichi-Shuntoku-Universität (愛知淑徳大学, Aichi Shuntoku Daigaku) und die Präfekturuniversität Aichi (愛知県立大学, Aichi-kenritsu Daigaku).

## Städtepartnerschaften
Seit 1992 ist das belgische Waterloo die Schwesterstadt von Nagakute.
Mit Nagiso im Inland wurde am 21. Oktober 2006 ein Austauschabkommen geschlossen.

## Persönlichkeiten
- Shumpei Fukahori (* 1998), Fußballspieler